# Straight Is the Way
Straight Is the Way er en amerikansk stumfilm fra 1921 af Robert G. Vignola.

## Medvirkende
- Matt Moore som Carter
- Mabel Bert som Mehitabel
- Gladys Leslie som Dorcas
- George Parsons som Follett
- Henry Sedley som Jonathan Squoggs
- Van Dyke Brooke som Whipple
- Emily Fitzroy som Mrs. Crabtree
- Peggy Parr som Bobby